# Echinops niveus
Echinops niveus là một loài thực vật có hoa trong họ Cúc. Loài này được Wall. ex Royle mô tả khoa học đầu tiên năm 1836.